# Городно (озеро, Локнянский район)
Городно или Лебедино — озеро в Миритиницкой волости Локнянского района Псковской области, в 3 км к востоку от волостного центра Миритиницы, в 1 км к югу от озера Алё (Миритиницкого).
Площадь — 1,1 км² (109,0 га). Максимальная глубина — 12,5 м, средняя глубина — 6,9 м.
На берегу озера расположена деревня Иванихино, вблизи также Иванцево и Свинухово.
Проточное. Относится к бассейну реки Пузна — притока Локни, которая в свою очередь впадает в Ловать. Находится на Бежаницкой возвышенности.
Тип озера лещово-уклейный с ряпушкой. Массовые виды рыб: лещ, щука, ряпушка, плотва, окунь, уклея, красноперка, густера, линь, карась, налим, ерш, язь, бычок-подкаменщик, вьюн, щиповка; широкопалый рак (продуктивность ниже средней).
Для озера характерны в литорали — песок, камни, галька, заиленный песок, в профундали — ил, камни, заиленный песок, в прибрежье — луга, леса, поля.